# Europees kampioenschap voetbal mannen onder 19 - 2006
Het Europees kampioenschap voetbal mannen onder 19 werd van 18 tot 29 juli 2006 in Polen gehouden. Het was de 22e editie van het Europees kampioenschap voetbal mannen onder 19. Winnaar werd Spanje door een 2-1-overwinning op Schotland. Het was de vierde Europese titel voor de Spanjaarden. Alberto Bueno werd met vijf doelpunten de topscorer van het toernooi.
Het Europees kampioenschap voetbal onder 19 diende tevens als kwalificatietoernooi voor het wereldkampioenschap onder 20 van 2007 in Canada. De eerste drie landen uit beide groepen plaatsten zich voor dit toernooi. De landen die zich kwalificeerden waren Tsjechië, Spanje, Schotland, Oostenrijk, Portugal en Polen.

## Kwalificatie
| # | Land       | Gekwalificeerd als          | Beste prestatie           |
| - | ---------- | --------------------------- | ------------------------- |
| 1 | Polen      | Gastland                    | Groepsfase (2004)         |
| 2 | Oostenrijk | Eliteronde: Winnaar groep 1 | Halve finale (2003)       |
| 3 | Turkije    | Eliteronde: Winnaar groep 2 | Tweede (2004)             |
| 4 | Schotland  | Eliteronde: Winnaar groep 3 | Debuut                    |
| 5 | Tsjechië   | Eliteronde: Winnaar groep 4 | Halve finale (2003)       |
| 6 | Portugal   | Eliteronde: Winnaar groep 5 | Tweede (2003)             |
| 7 | België     | Eliteronde: Winnaar groep 6 | Groepsfase (2002 en 2004) |
| 8 | Spanje     | Eliteronde: Winnaar groep 7 | Kampioen (2002 en 2004)   |

## Stadions
| Poznań                             | Pobiedziska                           | Grodzisk Wielkopolski                | · Poznań Grodzisk Wielkopolski Pobiedziska Swarzędz Wronki Szamotuły |
| Stadion Miejski Capaciteit: 43.269 | Stadion Miejski Capaciteit: 924       | Stadion Dyskobolii Capaciteit: 5.838 | · Poznań Grodzisk Wielkopolski Pobiedziska Swarzędz Wronki Szamotuły |
|                                    |                                       |                                      | · Poznań Grodzisk Wielkopolski Pobiedziska Swarzędz Wronki Szamotuły |
| Swarzędz                           | Wronki                                | Szamotuły                            | · Poznań Grodzisk Wielkopolski Pobiedziska Swarzędz Wronki Szamotuły |
| Stadion Miejski Capaciteit: 1.500  | Amiki Wronkistadion Capaciteit: 5.296 | Stadion Miejski Capaciteit: 2.877    | · Poznań Grodzisk Wielkopolski Pobiedziska Swarzędz Wronki Szamotuły |
|                                    |                                       |                                      | · Poznań Grodzisk Wielkopolski Pobiedziska Swarzędz Wronki Szamotuły |

## Groepsfase

### Groep A
| Pos. | Team       | AW | W | G | V | DV | DT | +/- | Pnt |
| ---- | ---------- | -- | - | - | - | -- | -- | --- | --- |
| 1    | Tsjechië   | 3  | 2 | 0 | 1 | 7  | 5  | +2  | 6   |
| 2    | Oostenrijk | 3  | 2 | 0 | 1 | 6  | 4  | +2  | 6   |
| 3    | Polen      | 3  | 1 | 0 | 2 | 4  | 4  | 0   | 3   |
| 4    | België     | 3  | 1 | 0 | 2 | 6  | 10 | –4  | 3   |

|                          |                                                    |     |                        |                                                               |
| 18 juli 2006 18:00 (CET) | België                                             | 4–2 | Tsjechië               | Stadion Miejski, Pobiedziska Scheidsrechter: Novo Panić (BIH) |
| 18 juli 2006 18:00 (CET) | Lamah 12', 32' (pen.) Švec 36' (e.d.) Mirallas 57' |     | 14' Fenin 84' Střeštík | Stadion Miejski, Pobiedziska Scheidsrechter: Novo Panić (BIH) |

|                          |       |            |            |                                                                                     |
| 18 juli 2006 20:00 (CET) | Polen | 0–1        | Oostenrijk | Stadion Miejski, Poznań Toeschouwers: 15.000 Scheidsrechter: Hervé Piccirillo (FRA) |
| 18 juli 2006 20:00 (CET) |       | 75' Hoffer |            | Stadion Miejski, Poznań Toeschouwers: 15.000 Scheidsrechter: Hervé Piccirillo (FRA) |

|                          |            |     |                                         |                                                                                    |
| 20 juli 2006 18:00 (CET) | Oostenrijk | 1–3 | Tsjechië                                | Stadion Miejski, Swarzędz Toeschouwers: 2.800 Scheidsrechter: Cristian Balaj (ROM) |
| 20 juli 2006 18:00 (CET) | Hoffer 76' |     | 34' (pen.) Mareš 37' Janda 49' Střeštík | Stadion Miejski, Swarzędz Toeschouwers: 2.800 Scheidsrechter: Cristian Balaj (ROM) |

|                          |                                    |     |           |                                                                                  |
| 20 juli 2006 20:00 (CET) | Polen                              | 4–1 | België    | Amiki Wronkistadion, Wronki Toeschouwers: 2.500 Scheidsrechter: Ivan Bebek (CRO) |
| 20 juli 2006 20:00 (CET) | Janczyk 10', 43', 58' Michalak 89' |     | 62' Lamah | Amiki Wronkistadion, Wronki Toeschouwers: 2.500 Scheidsrechter: Ivan Bebek (CRO) |

|                          |                        |     |       | |
| 23 juli 2006 20:00 (CET) | Tsjechië               | 2–0 | Polen | Stadion Dyskobolii, Grodzisk Wielkopolski Toeschouwers: 4.500 Scheidsrechter: Jonas Eriksson (SWE) |
| 23 juli 2006 20:00 (CET) | Střeštík 43' Fenin 82' |     |       | Stadion Dyskobolii, Grodzisk Wielkopolski Toeschouwers: 4.500 Scheidsrechter: Jonas Eriksson (SWE) |

|                          |                                             |     |          |                                                                      |
| 23 juli 2006 20:00 (CET) | Oostenrijk                                  | 4–1 | België   | Amiki Wronkistadion, Wronki Scheidsrechter: Kristinn Jakobsson (ISL) |
| 23 juli 2006 20:00 (CET) | Hoffer 16', 54' Madl 82' Gramann 86' (pen.) |     | 51' Moia | Amiki Wronkistadion, Wronki Scheidsrechter: Kristinn Jakobsson (ISL) |

### Groep B
| Pos. | Team      | AW | W | G | V | DV | DT | +/- | Pnt |
| ---- | --------- | -- | - | - | - | -- | -- | --- | --- |
| 1    | Spanje    | 3  | 2 | 1 | 0 | 10 | 4  | +6  | 7   |
| 2    | Schotland | 3  | 1 | 1 | 1 | 5  | 8  | –3  | 4   |
| 3    | Portugal  | 3  | 0 | 3 | 0 | 7  | 7  | 0   | 3   |
| 4    | Turkije   | 3  | 0 | 1 | 2 | 9  | 12 | –3  | 1   |

|                          |                                          |     |                            |                                                                                    |
| 18 juli 2006 18:00 (CET) | Spanje                                   | 5–3 | Turkije                    | Stadion Dyskobolii, Grodzisk Wielkopolski Scheidsrechter: Kristinn Jakobsson (ISL) |
| 18 juli 2006 18:00 (CET) | Bueno 18' Mata 32', 37', 90+2' Calvo 53' |     | 27', 61' Parlak 64' Erdinç | Stadion Dyskobolii, Grodzisk Wielkopolski Scheidsrechter: Kristinn Jakobsson (ISL) |

|                          |                        |     |                             |                                                                                     |
| 18 juli 2006 18:00 (CET) | Schotland              | 2–2 | Portugal                    | Stadion Miejski, Szamotuły Toeschouwers: 2.000 Scheidsrechter: Cristian Balaj (ROM) |
| 18 juli 2006 18:00 (CET) | Fletcher 10' Grant 29' |     | 72' (e.d.) Cameron 78' Gama | Stadion Miejski, Szamotuły Toeschouwers: 2.000 Scheidsrechter: Cristian Balaj (ROM) |

|                          |           |                                     |        |                                                                   |
| 20 juli 2006 18:00 (CET) | Schotland | 0–4                                 | Spanje | Stadion Miejski, Pobiedziska Scheidsrechter: Jonas Eriksson (SWE) |
| 20 juli 2006 18:00 (CET) |           | 17' Bueno 27', 51' Piqué 86' Suárez |        | Stadion Miejski, Pobiedziska Scheidsrechter: Jonas Eriksson (SWE) |

|                          |                                             |     |                                   |                                                                                 |
| 20 juli 2006 18:00 (CET) | Portugal                                    | 4–4 | Turkije                           | Stadion Miejski, Szamotuły Toeschouwers: 2.000 Scheidsrechter: Novo Panić (BIH) |
| 20 juli 2006 18:00 (CET) | Barbosa 7' Tavares 31', 49' Gama 73' (pen.) |     | 33', 68', 90+5' Parlak 71' Erdinç | Stadion Miejski, Szamotuły Toeschouwers: 2.000 Scheidsrechter: Novo Panić (BIH) |

|                          |                 |     |          |                                                                     |
| 23 juli 2006 18:00 (CET) | Portugal        | 1–1 | Spanje   | Stadion Miejski, Pobiedziska Scheidsrechter: Hervé Piccirillo (FRA) |
| 23 juli 2006 18:00 (CET) | Gama 21' (pen.) |     | 47' Díaz | Stadion Miejski, Pobiedziska Scheidsrechter: Hervé Piccirillo (FRA) |

|                          |                          |     |                                                 |                                                                                |
| 23 juli 2006 18:00 (CET) | Turkije                  | 2–3 | Schotland                                       | Stadion Miejski, Swarzędz Toeschouwers: 3.000 Scheidsrechter: Ivan Bebek (CRO) |
| 23 juli 2006 18:00 (CET) | Cafercan 68', 72' (pen.) |     | 42' (e.d.) Parlak 45+1' McGlinchey 63' Fletcher | Stadion Miejski, Swarzędz Toeschouwers: 3.000 Scheidsrechter: Ivan Bebek (CRO) |

## Knock-outfase
|  | halve finale                    | halve finale                    |  |           | finale           | finale           |
|  |                                 |                                 |  |           |                  |                  |
|  | 26 juli – Wronki                |                                 |  |           |                  |                  |
|  | Spanje                          | 5                               |  |           |                  |                  |
|  | Oostenrijk                      | 0                               |  |           | 29 juli – Poznań | 29 juli – Poznań |
|  |                                 |                                 |  |           | Spanje           | 2                |
|  | 26 juli – Grodzisk Wielkopolski | 26 juli – Grodzisk Wielkopolski |  | Schotland | 1                |                  |
|  | Tsjechië                        | 1                               |  |           |                  |                  |
|  | Schotland                       | 0                               |  |           |                  |                  |

### Halve finale
|                          |          |            |           |                                                                                  |
| 26 juli 2006 18:30 (CET) | Tsjechië | 0–1        | Schotland | Stadion Dyskobolii, Grodzisk Wielkopolski Scheidsrechter: Hervé Piccirillo (FRA) |
| 26 juli 2006 18:30 (CET) |          | 47' Elliot |           | Stadion Dyskobolii, Grodzisk Wielkopolski Scheidsrechter: Hervé Piccirillo (FRA) |

|                          |                                                |         |            |                                                                  |
| 26 juli 2006 15:30 (CET) | Spanje                                         | 5–0     | Oostenrijk | Amiki Wronkistadion, Wronki Scheidsrechter: Jonas Eriksson (SWE) |
| 26 juli 2006 15:30 (CET) | Jeffrén 34' García 42', 80' Mata 72' Bueno 88' | Verslag |            | Amiki Wronkistadion, Wronki Scheidsrechter: Jonas Eriksson (SWE) |

### Finale
|                          |             |         |                |                                                                                       |
| 29 juli 2006 20:00 (CET) | Schotland   | 1–2     | Spanje         | Stadion Miejski, Poznań Toeschouwers: 11.000 Scheidsrechter: Kristinn Jakobsson (ISL) |
| 29 juli 2006 20:00 (CET) | Dorrans 87' | Verslag | 51', 71' Bueno | Stadion Miejski, Poznań Toeschouwers: 11.000 Scheidsrechter: Kristinn Jakobsson (ISL) |

## Winnende selectie
De winnende selectie: Antonio Adán, Ángel Bernabé (doelmannen); Antonio Barragán, Roberto Canella, José Ángel Crespo, Gorka Elustondo, Gerard Piqué, Marc Valiente (verdedigers); Toni Calvo, Diego Capel, Javier García, Esteban Granero, Mario Suárez (middenvelders); Jeffrén Suárez, Alberto Bueno, César Díaz, Juan Manuel Mata en Marc Pedraza (aanvallers).